# Записи на брезиној кори
Писма на брезиној кори (рус. Берестяные грамоты, блр.  укр. Берестяні грамоти) су рукописи, документи, писани на комаду унутрашњег слоја брезине коре, која се обично користила за писање, пре појаве масовне производње папира, литература Руса и њихових наследника из XI до XV века. Такође су најстарији сачувани писани извори за проучавање, како историје Кијевске Русије, тако и историју средњовековног друштва и свакодневног живота, као и историју западноруског језика, а касније руског језика.
Писма на брезиној кори су била позната становништву великог броја култура, укључујући Русине и Финце.

## Будистичка писма Гандара
Будистичка писма, написана на гандарском језику, вероватно су најстарији постојећи индијски текстови, који потичу отприлике из 1. века пре нове ере. Писани су на брезиној кори и чувани у глиненим посудама. Британска библиотека их је набавила 1994. године. Писане су на кароштиу и верује се да су пореклом из Авганистана, јер су слични рукописи на брезиној кори пронађени у источном Авганистану. Од 1994. године појавила се слична збирка текстова на гандарском језику, из исте ере, под називом Старија колекција.
Писма на брезиној кори, из британске библиотеке, била су у облику свитака, ширине од пет до девет инча. Текст је написан црним мастилом, са обе стране свитка, почевши од врха на једној страни, настављајући тако да се свитак преокрене наопако, тако да се текст завршава на истом месту одакле је почео. Најдужи нетакнути свитак, из колекције британске библиотеке, дугачак је осамдесет и четири инча.
Збирка садржи разне познате коментаре и дискурсе Сидарта Гаутама, који укључују текстове авадане и абидарме.
Делови свитка указују на то да су се већ налазила у лошем стању и пре стављања у глинене посуде.

## Писма на браманском исанскртском језику
Писма на бетули утилис (хималајској брези) вековима су се користила у Индији за писање религиозних текстова. Његова употреба била је нарочито распрострањена у Кашмиру. Употребу коре, као папира, споменули су рани санскритски писци попут Калидаса (око 4. века пре нове ере), Махаришиа Сушрута (око 3. века пре нове ере) и Варахамихира (6. век пре нове ере). У Кашмиру, рани научници препричавали су да су све њихове књиге написане на хималајским брезним корама до 16. века.
Делови свитка од брезе на санскртском језику и браманском писму били су део колекције свитака британске библиотеке Гандара. Претпоставља се да су из северне Индије, а почињу негде током првих неколико векова пре нове ере. Писма на брезиној кори, на браманском писму, откривена су у античком будистичком манастиру у Јаулину, у близини Таскила, у Панџабу, од 5. века.
Бакшалска писма се састоје од седамдесет делова брезине коре писаних на санскртском и практитском језику. На основу језика и садржаја процењује се да припадају периоду од 2. до 3. века пре нове ере. Текст говори о различитим математичким техникама.
Велика збирка свитака, од брезине коре, откривена је у Авганистану током грађанског рата крајем 20. и почетком 21. века, вероватно у Буди из Бамијана. Отприлике, 3.000 делова свитка који се налазе на санскртском или будистичком санскртском језику, на браманском писму, почињу у периоду од 2. до 8. века пре нове ере.
Ручна писма су једна од најстаријих санскртских текстова на брезиној кори, на браманском писму. Садржи неколико текстова који обрађују теме међу којима су медицински трактати и пословице. Откривена су у Кучи (тренутно у Синкјангу), античком будистичком краљевству на северном путу свиле, а процењено је да су стари 450. година.
Писма Гиглита су били будистички текстови откривени у области Пакистана 1931. године и укључују различите сутре, народне приче, медицину и филозофију. Потичу, отприлике, између 5. и 6. века, а написани су на будистичком санскриту.
Сматрало се да писма која садрже текст химне богиње Дурге штите особу која их носи од злих утицаја попут амајлије. Пример једног од ових текстова, из Непала, написан је у библиотеци универзитета Кембриџа.
Брезине коре још увек се користе у неким деловима Индије и Непала за писање светих мантра. Ова пракса је први пут споменута у 8. или 9. веку, у Лакшми тантри.

## Источнословенска писма
Током ископавања у Великом Новгороду, 26. јула 1951. године, совјетска експедиција пронашла је прва руска писма на брезиној кори у слоју која потичу око 1400. Од тада, више од 1.000 сличних докумената су откривени у Стараја Русу, Смоленску, Торжоку, Пскову, Тверу, Москви, Рјазању и Вологди, иако Велики Новгород остаје далеко најплоднији њихов извор. У Украјини, писма на брезиној кори пронађена су у Звенихороду, Волињу. У Белорусији пронађено је неколико писама у Витепску и Мсциславу.
Касно откриће писма на брезиној кори, као и њихово задивљујуће стање очуваности, објашњавају дубоким слојем културе у Новгороду (до осам метара или 25 стопа) и тешким замрзнутим глиненим тлом које спречавају приступ кисеонику. Озбиљна ископавања у Новгороду започела су тек 1932. године, иако су неки покушаји извршени у 19. веку.
Иако је њихово постојање споменуто у неким старим источнословенским рукописима, откриће писма на брезиној кори значајно је променило разумевање културног нивоа и језика којим су Источни Словени говорили између 11. и 15. века. Такође је пронађено око стотину стилоса, углавном направљених од гвожђа, нешто од костију или бронзе.
Већина докумената су обична писма разних људи написана на ономе што се сматра народним дијалектом. Писма су личног или пословног карактера. Неколико докумената укључује сложене опсцености. Врло мало докумената је написано старословенским, а само један на старонордијском језику. Школске вежбе и цртежи дечака по имену Онфим привукли су велику пажњу.
Документ под бројем 292 из новгородских ископавања (откривен 1957) најстарији је познати документ на финском језику. Потиче са почетка 13. века. Сматра се да је језик коришћен у документу архаични облик језика који се говори у Олоњецу, дијалекту карелског језика.

## Совјетски Савез
У модерна времена постоје писма на брезиној кори, пре свега, од жртава совјетских репресија. Људи у совјетским насељима и камповима Гулага, у Сибиру, користили су парче брезине коре како би писали писма својим најмилијима, због неприступачности папира. Примери ових писама летонских жртава совјетског режима тренутно су укључени у Унескову листу Сећање света. Током Другог светског рата, пропагандне новине, о борцима, су штампане и објављиване понекад на брезиној кори због недостатка папира.